# Domaradzice (Sainte-Croix)
Pour les articles homonymes, voir Domaradzice.
Domaradzice est une localité polonaise de la gmina de Bogoria, située dans le powiat de Staszów en voïvodie de Sainte-Croix.